# Q and Not U
Q and Not U was een Amerikaanse post-hardcore-band uit Washington D.C. De band werd in 1998 opgericht door John Davis, Harris Klahr, Christopher Richards en Matt Borlik. De groep leverde drie albums af - waarvan de laatste twee zonder Borlik - waarin de dance-punk en diverse andere muziekstijlen werden bestreken. In september 2005 hield Q and Not U op te bestaan.

## Geschiedenis
De band werd in de zomer van 1998 opgericht en begon vanaf november dat jaar te toeren in de omgeving van Washington D.C. Het eerste album, No Kill No Beep Beep, werd eind 2000 uitgebracht en werd gekenmerkt door sterk ritmische composities met dissonante gitaar- en basriffs met dansbare melodieën en beats, wat omschreven kan worden als "dance-punk". 
Na tournees in 2000 en 2001 verliet bassist Borlik in november 2001 de band. Zonder diens aanwezigheid ontstond een lichtere sound, zoals te horen viel op Different Damage uit 2002, waarop gitarist Richards weliswaar af en toe de basgitaar voor zijn rekening nam, maar waarop een aantal songs geheel zonder bas werden uitgevoerd. 
Op het album Power uit 2004 werd het instrumentarium uitgebreid met onder meer synthesizers en melodica's en waren de vocale arrangementen nog complexer.

## Discografie

### Studioalbums
- 2000 - No Kill No Beep Beep
- 2002 - Different Damage
- 2004 - Power

### Singles
- 2000 - Hot and Informed
- 2002 - On Play Patterns
- 2003 - X-Polynation/Book of Flags

### Ep's
- 2005 - Wonderful People (remix)